# ۷۷۲ (قمری)
۷۷۲ (قمری)، هفتصد و هفتاد و دومین سال در گاهشماری هجری قمری است. اول محرم این سال برابر با سوم اوت سال ۱۳۷۰ میلادی است.

## درگذشتگان
- امامزاده سهل بن علی، از نوادگان امام سجاد